# Dichagyris subsqualorum
Dichagyris subsqualorum là một loài bướm đêm trong họ Noctuidae.